# Paganico Sabino
Paganico Sabino is een gemeente in de Italiaanse provincie Rieti (regio Latium) en telt 196 inwoners (31-12-2004). De oppervlakte bedraagt 9,2 km², de bevolkingsdichtheid is 20 inwoners per km².

## Demografie
Paganico Sabino telt ongeveer 119 huishoudens. Het aantal inwoners daalde in de periode 1991-2001 met 8,2% volgens cijfers uit de tienjaarlijkse volkstellingen van ISTAT.
| Jaar | Inwoneraantal |
| ---- | ------------- |
| 1991 | 196           |
| 2001 | 180           |

## Geografie
De gemeente ligt op ongeveer 720 m boven zeeniveau.
Paganico Sabino grenst aan de volgende gemeenten: Ascrea, Collegiove, Marcetelli, Pozzaglia Sabina, Varco Sabino.